# كتانية عسقلانية
الكتانية العسقلانية (باللاتينية: Linaria ascalonica) نوع نباتي يتبع جنس الكتانية من الفصيلة الحملية من رتبة الشفويات.

## الموئل والانتشار
تنتشر في بلاد الشام وسيناء.